# Akiko Seki

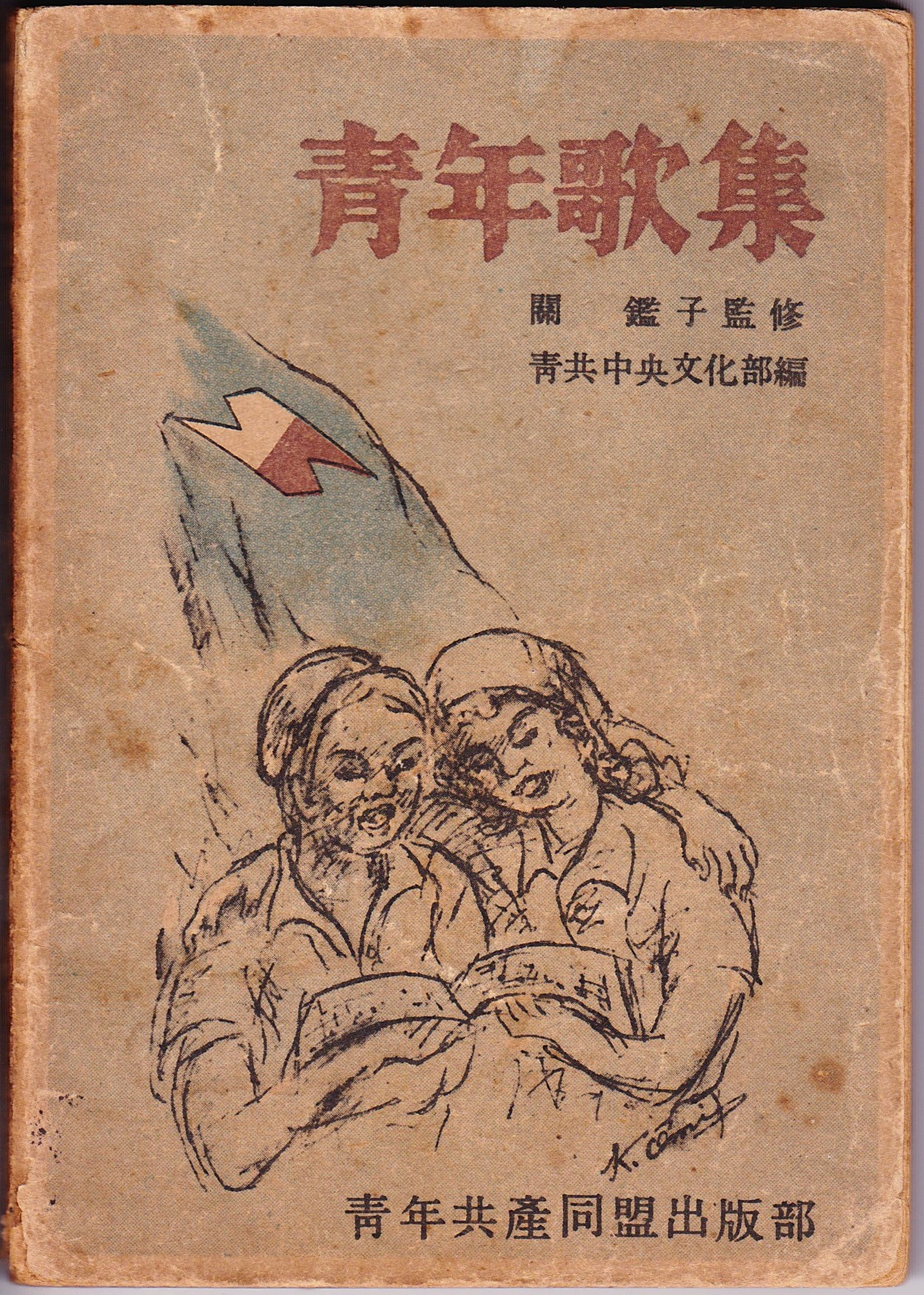
Portada de la primera colección de Canciones para la juventud editada por Akiko Seki (Tokyo,Tipografía de la sección cultural de la Liga de la Juventud Comunista de Japón, 1948)

Akiko Seki (en japonés: 関鑑子; Tokio, 8 de septiembre de 1899-ibidem, 2 de mayo de 1973) fue una soprano japonesa. Ella es comúnmente reconocida como la fundadora del movimiento de La Voz de Canto de Japón (en japonés: 日本のうたごえ: , Nihon no Utagoe / うたごえ運動, Utagoe-undō). En 1955 fue galardonada con el Premio Lenin de la Paz.

## Vida
- Marzo de 1921: Se gradúa en canto artístico en la Escuela de Música de Tokio (en japonés: 東京音楽学校: 東京音楽学校,Tōkyō Ongaku Gakkō).[1]
- 1 de mayo de 1946: En ocasión del primer día de mayo de la posguerra en Tokio, dirigió La Internacional y una versión japonesa de La bandera roja; esta experiencia la llevó a la creación de un movimiento musical nacional de la clase obrera.[2]
- 10 de febrero de 1948: crea el Coro de la Liga de la Juventud Comunista de Japón (en japonés: 日本青年共産同盟 中央合唱団: , Nihon-seinen-kyōsan-dōmei Chuō-gassyōdan) en Tokio, como el núcleo del movimiento musical nacional de la clase obrera.
- 20 de diciembre de 1955: fue galardonada con el Premio Lenin de la Paz.

## Escrituras
- Colección de Canciones para la Juventud (en japonés: 「青年歌集」: , Seinen-kasyū) (Tokio, tipografía de la sección cultural de la Liga de Juventud Comunista de Japón, 1948).
- Bewiched Por la voz de canto (en japonés: 「歌ごえに魅せられて」: , Utagoe ni miserarete) (Tokio, 1971).[3]